# Nordiska Konstförbundet
Nordiska Konstförbundet (NKF, även Nordic Art Association) är en samarbetsorganisation för konstnärsföreningar i de nordiska länderna, med syfte att "främja samarbetet och förståelsen mellan enstaka konstnärer såväl som bildkonstföreningar". Förbundet består av nio nationella sektioner i Danmark, Färöarna, Grönland, Finland, Island, Norge, Sverige, Åland respektive Sameområdet. Varje nationellt sektion har konstnärsföreningar som medlemmar. Ordförandeskapet roterar mellan sektionerna i tvåårsperioder, med Danmark som ordförande 2009-2011.
För den svenska sektionens styrelse utsågs ursprungligen ledamöterna av Konstakademien, Konstnärernas riksorganisation (KRO) och Svenska museimannaföreningen. Den svenska sektionen initierade skulpturparken Ulvhälls hällar utanför Strängnäs 2018 och flera internationella projekt som den nordiska gästateljén i Malongen på Södermalm i Stockholm, där stipendiater vistas på bekostnad av Stockholms stads kulturnämnd och Nordiska ministerrådet. På senare år har den svenska sektionen internationaliserat verksamheten avsevärt. 2014 startade NKF det internationella curator residenset CRIS (Curatorial Residency In Stockholm) på initiativ av Jonatan Habib Engqvist vilket lett till flera internationella samarbeten med CPR, Frame Finland, CCA Estland, Iaspis, mf.l.

## Historik
Förbundet grundades 1945 som den första samnordiska organisationen på bildkonstens område. Till en början spreds kunskap om nordiska konstnärer genom utställningar, något som dock visade sig dyrbart. Därför tog man initiativ till ett permanent Nordiskt Konstcentrum (NKC), som 1978 öppnade på Sveaborg utanför Helsingfors. Det döptes 1997 om till Nordic Institute for Contemporary Art (NIFCA), men lades ner 2006. Nordiska konstförbundet har dock fortsatt sin verksamhet.
Förbundet har drivit olika projekt som avslutats med seminarierna "Offentlig utsmyckning i Norden" (1980 i Oslo och Moss), "Bildkonsten i TV" (1983 i Stockholm), "Byggnadskonst-Bildkonst" (1985, en del av Bo 85), "Utbyte av offentliga utsmyckningsuppdrag i Norden" (1990 i Stockholm), "Nordisk Bildkonst 1995-96" (1995), "Estetisk vandalism - att förvalta offentlig konst och arkitektur" (1996 i Stockholm), "Art in Architecture & Permanent development" (2003 i Helsingfors), "Artistic strategies" (2005 i Stockholm).